# Savy-Berlette
Savy-Berlette är en kommun i departementet Pas-de-Calais i regionen Hauts-de-France i norra Frankrike. Kommunen ligger i kantonen Aubigny-en-Artois som tillhör arrondissementet Arras. År 2022 hade Savy-Berlette 912 invånare.

## Befolkningsutveckling
Antalet invånare i kommunen Savy-Berlette
| Referens: INSEE |